# Emil Bauer (Schauspieler)
Emil Bauer (9. Dezember 1848 in Berlin – 9. März 1931 in Dresden) war ein deutscher Theaterschauspieler.

## Leben
Bauer wurde von seinem Vater für die Ingenieurkarriere bestimmt. Durch die Bekanntschaft mit einem jungen Schauspieler wurde ihm jedoch die Möglichkeit geboten, öfters das Theater zu besuchen und dadurch angeregt, widmete er sich schließlich der Bühnenlaufbahn. Auf dem Liebhabertheater Thalia holte er sich die nötigen Bühnenkenntnisse, wie später am Uraniatheater und nahm bei Adele Peroni-Glasbrenner Deklamationsunterricht, während Hermann Hendrichs seine Ausbildung vollendete. Die Bretter betrat er zum ersten Mal am Viktoriatheater als „Baumgarten“ in „Wilhelm Tell“. Sein erstes Engagement war in Liegnitz, dann war er in Stettin, Danzig, Posen, Detmold und Chemnitz engagiert, später in Hamburg, Köln, Dessau, Wiesbaden und St. Petersburg und schließlich am Residenztheater in Dresden, wo er 1875 einen Antrag ans Hoftheater erhielt. Er debütierte dort am 4. Mai 1876 und war bis zum Ende seiner Karriere dort Mitglied. 1916 wurde ihm für seine Leistungen vom Ministerium des königlichen Hauses Sachsen die bürgerliche goldene Medaille Bene merentibus verliehen.
Bauer war mit der Petersburger Hofschauspielerin Margarete Körnig verheiratet.